# 小島正幸
小島 正幸（こじま まさゆき、1961年3月11日 - ）は、日本の男性アニメーション演出家、アニメーション監督。山梨県山梨市出身。

## 経歴
アニメーションの監督を目指して東京デザイナー学院（現・東京ネットウエイブ）に入る。当時は『機動戦士ガンダム』などによるアニメブームの真っ只中で、大変な人数が業界を目指していた。卒業後、アニメ制作会社に入社する。
1982年、タツノコプロの『逆転イッパツマン』第10話「つらいなあ! 休日出勤」で演出デビュー。タツノコプロ作品や『楽しいムーミン一家』などの演出を手がける。
1995年、マッドハウス制作の『あずきちゃん』でアニメーション初監督。作品がロングランヒットとなり、以降はマッドハウスを主な拠点としてテレビシリーズを中心に活動する。『MASTERキートン』『花田少年史』『MONSTER』『太陽の黙示録』などのヒット作・話題作を監督する一方、多くの作品で演出・絵コンテも手がける。
2007年、『ピアノの森』で初めて長編劇場アニメを監督する。
2012年、キネマシトラス制作の『おしりかじり虫』のテレビアニメシリーズを監督。以降、主にキネマシトラス作品を手掛けるようになる。
2017年から放送開始した『メイドインアビス』シリーズでは、劇場版を含めた全作で監督を務める。

## 人物・作風
丁寧なドラマ作りや人物描写によって見応えのあるフイルムをまとめる手腕で高い評価を受けている。
アニメーションを志したきっかけは、映像作品が好きだったから。アニメに限らず、映画など何か映像関係の仕事に就きたかったが、漫画も描いたりしていたので、自分の描いた画と映像表現を結びつけるとしたらアニメーションが一番手っ取り早いと思ったのが動機。また宮崎駿や高畑勲の影響も大きく、それが無ければアニメの道には進んでいなかった。二人の作品を観てアニメーションの映像演出の可能性に気付き、それまで実写の迫力には勝てないだろうと思っていたアニメーションに実写には捉えられない力を感じてこの世界に関わって行きたいと思った。特に高畑の作品には強い影響を受け、演出の本質を学んだという。
幅広いジャンルのいろいろなタイプの作品を作るが、本人が一番好きなのは『花田少年史』のような人間の根っ子の部分を描く作品。
絵コンテで様々なこと指示するタイプで、物語を語るための絵コンテを描く。小島の絵コンテは動かすべきところは動かして止めるべきところは止めるので、アニメーターから見てとてもわかりやすい。なるべくならどの作品も自分で絵コンテを描きたいと思っている。
魅力を感じる声優の条件は、声の個性とそれに伴って出てくる説得力と存在感。作品に合うかどうかは大事だが、それが第一ではない。

## 参加作品

### テレビアニメ
1982年
- 魔法のプリンセス ミンキーモモ（絵コンテ）
- 逆転イッパツマン（1982年 - 1983年、絵コンテ・演出）
- サイボットロボッチ（1982年 - 1983年、絵コンテ・演出）

1983年
- イタダキマン（絵コンテ・演出）
- 機甲創世記モスピーダ（1983年 - 1984年、絵コンテ・演出）

1984年
- OKAWARI-BOY スターザンS（絵コンテ・演出）
- よろしくメカドック（1984年 - 1985年、絵コンテ・演出）

1989年
- 小さなアヒルの大きな愛の物語 あひるのクワック（1989年 - 1990年、絵コンテ・演出）
- 青いブリンク（1989年 - 1990年、絵コンテ）

1990年
- 楽しいムーミン一家（1990年 - 1991年、シリーズ演出・絵コンテ・演出）

1992年
- ヨーヨーの猫つまみ（絵コンテ・演出）
- カリメロ（1992年 - 1993年、絵コンテ・演出）
- 地球SOS それいけコロリン（1992年 - 1993年、絵コンテ）

1994年
- モンタナ・ジョーンズ（1994年 - 1995年、絵コンテ・演出）

1995年
- あずきちゃん（1995年 - 1998年、監督・絵コンテ・演出）

1996年
- 名犬ラッシー（絵コンテ）

1998年
- カードキャプターさくら（1998年 - 2000年、絵コンテ）
- MASTERキートン（1998年 - 1999年、監督・絵コンテ・演出）

1999年
- 週刊ストーリーランド「三つの願い」（絵コンテ・演出）
- 十兵衛ちゃん -ラブリー眼帯の秘密-（絵コンテ）

2000年
- 風まかせ月影蘭（絵コンテ）
- サクラ大戦TV（絵コンテ）
- モンスターファーム〜伝説への道〜（絵コンテ）
- だぁ!だぁ!だぁ!（2000年 - 2002年、絵コンテ）

2001年
- はじめの一歩（絵コンテ・演出）
- 学園戦記ムリョウ（絵コンテ）
- X -エックス-（絵コンテ）
- 探偵少年カゲマン（2001年 - 2002年、絵コンテ）

2002年
- ちょびっツ（絵コンテ）
- アベノ橋魔法☆商店街（シリーズ演出・絵コンテ）
- 花田少年史（2002年 - 2003年、監督・絵コンテ・演出）
- まほろまてぃっく 〜もっと美しいもの〜（2002年 - 2003年、絵コンテ）

2003年
- 獣兵衛忍風帖 龍宝玉篇（絵コンテ）
- TEXHNOLYZE（絵コンテ）
- SPACE PIRATE CAPTAIN HERLOCK（絵コンテ）
- GUNSLINGER GIRL（2003年 - 2004年、絵コンテ）

2004年
- ごくせん（絵コンテ）
- MONSTER（2004年 - 2005年、監督・絵コンテ・演出）

2006年
- 太陽の黙示録（監督・絵コンテ・演出）
- TOKKO 特公（絵コンテ）
- ウィッチブレイド（絵コンテ）

2007年
- メイプルストーリー（絵コンテ）
- ぼくらの（絵コンテ）

2008年
- チーズスイートホーム（脚本・絵コンテ）
- 秘密 〜The Revelation〜（絵コンテ）
- 魍魎の匣（絵コンテ）
- 鉄のラインバレル（2008年 - 2009年、絵コンテ）
- ブラスレイター（絵コンテ）

2009年
- RIDEBACK -ライドバック-（絵コンテ）
- 鉄腕バーディー DECODE:02（絵コンテ）
- こんにちは アン 〜Before Green Gables（絵コンテ）

2010年
- こばと。（絵コンテ）
- それでも町は廻っている（絵コンテ）
- 世紀末オカルト学院（絵コンテ）
- 聖痕のクェイサー（絵コンテ）
- ソ・ラ・ノ・ヲ・ト（絵コンテ）

2011年
- ウルヴァリン（絵コンテ）
- Aチャンネル（絵コンテ）
- ブレイド（絵コンテ）
- 夏目友人帳 参（絵コンテ）
- イナズマイレブンGO（絵コンテ）
- あの日見た花の名前を僕達はまだ知らない。（絵コンテ）
- WORKING!!（絵コンテ）
- 魔乳秘剣帖（絵コンテ）
- 聖痕のクェイサーII（絵コンテ）
- 青の祓魔師（絵コンテ）
- フラクタル（絵コンテ）
- 君に届け 2ND SEASON（2011年 - 2011年、絵コンテ）

2012年
- 夏目友人帳 肆（絵コンテ・演出）
- 謎の彼女X（絵コンテ）
- おしりかじり虫（2012年 - 2015年、監督）
- CØDE:BREAKER（絵コンテ）
- となりの怪物くん（絵コンテ）
- マギ（絵コンテ）

2013年
- ゆゆ式（絵コンテ・演出）
- ファンタジスタドール（絵コンテ）
- BLAZBLUE ALTER MEMORY（絵コンテ）
- IS 〈インフィニット・ストラトス〉2（絵コンテ）
- 銀の匙 Silver Spoon（絵コンテ）

2014年
- 鬼灯の冷徹（絵コンテ）
- ブラック・ブレット（監督）
- ばらかもん（絵コンテ）
- ソードアート・オンラインII（絵コンテ）
- 彼女がフラグをおられたら（絵コンテ）
- 大図書館の羊飼い（絵コンテ）

2015年
- それが声優!（絵コンテ・絵コンテ監修）
- Charlotte（絵コンテ）
- 六花の勇者（絵コンテ）
- ご注文はうさぎですか??（絵コンテ）
- ルパン三世 PART IV（絵コンテ）
- Dance with Devils（絵コンテ）

2016年
- デュラララ!!×2 結（絵コンテ・演出）
- ノルン+ノネット（絵コンテ）
- くまみこ（絵コンテ）
- 91Days（絵コンテ）
- ねじ巻き精霊戦記 天鏡のアルデラミン（コンテ）
- 夏目友人帳 伍（絵コンテ）
- うたの☆プリンスさまっ♪ マジLOVEレジェンドスター（コンテ）
- ハイスクール・フリート（絵コンテ）
- ドリフターズ（絵コンテ）

2017年
- GRANBLUE FANTASY The Animation（絵コンテ）
- メイドインアビス（監督・絵コンテ）
- ひなこのーと（絵コンテ）
- Fate/Apocrypha（絵コンテ）

2018年
- citrus（絵コンテ）
- メルヘン・メドヘン（絵コンテ）
- 少女☆歌劇 レヴュースタァライト（絵コンテ・演出）

2019年
- 臨死!!江古田ちゃん（監督（第8話）・絵コンテ）
- 女子高生の無駄づかい（絵コンテ）

2020年
- SHOW BY ROCK!! ましゅまいれっしゅ!!（絵コンテ）
- Re:ゼロから始める異世界生活（絵コンテ）

2021年
- ゲキドル（絵コンテ）
- ルパン三世 PART6（絵コンテ）

2022年
- 盾の勇者の成り上がり（絵コンテ）
- メイドインアビス 烈日の黄金郷（監督）

2023年
- TRIGUN STAMPEDE（絵コンテ）
- Buddy Daddies（絵コンテ）
- わたしの幸せな結婚（絵コンテ・演出）
- 星屑テレパス（絵コンテ）

2025年
- わたしの幸せな結婚 第2期（監督）

### テレビスペシャル
- Di Gi Charat サマースペシャル2000（2000年、各話監督）

### 劇場アニメ
1995年
- あずきちゃん（監督・絵コンテ）

2000年
- 劇場版ケロちゃんにおまかせ!（監督・絵コンテ）

2002年
- 爆転シュート ベイブレード THE MOVIE 激闘!!タカオVS大地（絵コンテ）

2007年
- ピアノの森（監督・絵コンテ）

2012年
- チベット犬物語 〜金色のドージェ〜（監督）

2018年
- 劇場版 夏目友人帳 〜うつせみに結ぶ〜（絵コンテ）

2019年
- 劇場版総集編メイドインアビス【前編】旅立ちの夜明け（監督）
- 劇場版総集編メイドインアビス【後編】放浪する黄昏（監督）

2020年
- メイドインアビス 深き魂の黎明（監督）

### OVA
1993年
- アル・カラルの遺産（絵コンテ）

1999年
- 火聖旅団 ダナサイト999.9（監督）
- アレクサンダー戦記（絵コンテ）

2003年
- モエかんTHE ANIMATION Chapter.1（絵コンテ）

2011年
- SUPERNATURAL: THE ANIMATION（絵コンテ）

2012年
- 英雄伝説 空の軌跡 THE ANIMATION（絵コンテ）

2017年
- ハイスクール・フリート前編（絵コンテ）

### Webアニメ
- 武装神姫 Moon Angel（2011年、監督）
- PLUTO（2023年、絵コンテ）

### 挿絵
- スピーディ！サンガ チャレンジ！Jリーグ（1996年、著：田中舘哲彦）